# Anodonthobius osellai
Anodonthobius osellai är en mångfotingart som beskrevs av Matic 1983. Anodonthobius osellai ingår i släktet Anodonthobius och familjen stenkrypare.
Artens utbredningsområde är Turkiet. Inga underarter finns listade i Catalogue of Life.